# سرازاپین
سرازاپین (به انگلیسی: Serazapine) (کد توسعه CGS-15040A) یک آنتاگونیست گیرنده سروتونین ۵-HT۲ است که به عنوان یک درمان بالقوه برای اختلال اضطراب منتشر در دهه ۱۹۹۰ مورد بررسی قرار گرفت. در انسان، سرازاپین در دوزهای ۱۰ تا ۴۰ میلی‌گرم به خوبی تحمل می‌شد و مشخص شد که برای کاهش علائم اضطراب بر دارونما برتر است، همان‌طور که امتیاز HAM-A نشان می‌دهد. با این حال، توسعه بالینی آن متوقف شد.